# Hadromorphus
Hadromorphus là một chi bọ cánh cứng trong họ 
Elateridae.
Chi này được miêu tả khoa học năm 1859 bởi Motschulsky.

## Các loài
Các loài trong chi này gồm:
- Hadromorphus callidus (Brown, 1936)
- Hadromorphus glaucus (Germar, 1843)
- Hadromorphus inflatus (Say, 1825)
- Hadromorphus inutilis (Brown, 1936)
- Hadromorphus similissimus Motschulsky, 1859